# Cybermen

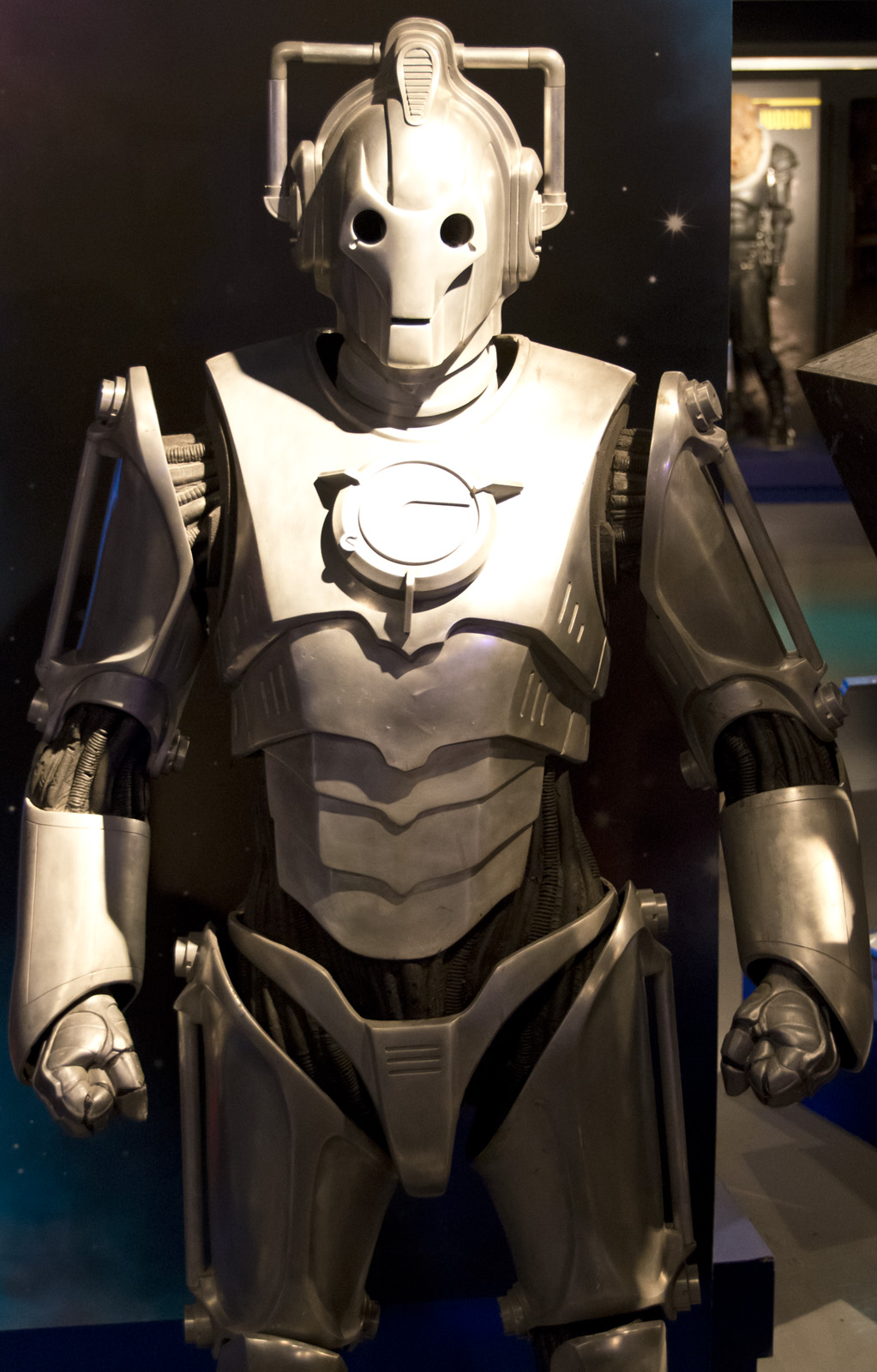
Cyberman

De Cybermen (Nederlands: cybermannen) zijn buitenaardse wezens uit de Britse sciencefictiontelevisieserie Doctor Who. De cybermannen zijn met de Daleks de meest volhardende tegenstanders van De Doctor.
De cybermannen waren oorspronkelijk mensen van de planeet Mondas, een tweelingplaneet van de Aarde. Door een explosie raakte de planeet op drift en verdween deze uit het zonnestelsel. Door de ingrijpende veranderingen die dit met zich meebracht waren de bewoners genoodzaakt zich aan te passen. Zij deden dit door hun delen van hun lichaam te vervangen door machinale onderdelen, waardoor ze in feite cyborgs werden. Dit leidde er tevens toe dat de cybermannen een logisch berekenend en nauwelijks emoties tonend volk werden.
De cybermannen zijn gering in aantal en opereren daarom vaak op de achtergrond: ze zetten hierbij robots of menselijke handlangers in. Ze proberen anderen over te halen zich bij hen aan te sluiten door middel van zogenaamde cyberconversies. Ze kunnen met hun handen iemand onder spanning zetten en hebben de beschikking over een uitgebreide collectie wapens. Een typisch cybermanwapen is de cybermat: kleine op afstand bestuurde cybernetische wezens, die doen denken aan metalige zilvervisjes.
De cybermannen werden bedacht door Kit Pedler en Gerry Davis in 1966 en verschenen voor het eerst in de reeks The Tenth Planet, de laatste afleveringenreeks met de originele Doctor William Hartnell.
De cybermannen kwamen in de nieuwe series voor het eerst voor in de aflevering "Rise of the Cybermen." In deze aflevering kwamen ze niet, zoals hun soortgenoten van de oude serie, van de planeet Mondas, maar van een parallel universum. Daar werden ze gecreëerd door de stervende wetenschapper John Lumic om de mensheid te upgraden en om zelf onsterfelijk te worden. Dit mislukte nadat hij vernietigd werd.
In 2006 kwamen de cybermannen in vier afleveringen voor. Zij verschenen ook in de Kerstspecial van 2008.
In 2010 kwamen ze in één aflevering voor. Hierin behoorden ze, samen met een heleboel andere vijanden van de Doctor, tot een bondgenootschap dat de Doctor besloot voorgoed op te sluiten omdat ze dachten dat de Doctor de oorzaak was van scheuren in tijd en ruimte. Nadat hij werd opgesloten stortte het heelal ineen en gingen de Cybermen ook ten onder.
In 2011 waren er twee afleveringen met Cybermannen. In de eerste, A Good Man Goes to War blies de Doctor tijdens de zoektocht naar Amy Pond een van hun schepen op. In de tweede aflevering, Closing Time was een neergestort cyberschip de oorzaak van een stroomstoring in Londen. De Doctor en zijn vriend Craig Owens gingen op onderzoek uit en ontdekten hun plan. De Cybermannen wilden Craig Owens in hun nieuwe leider veranderen, maar de conversie ging fout toen Craig zijn zoontje Alfie hoorde huilen en zulke sterke emoties en menselijkheid vertoonde dat de machine kapotgingen. Daarna waren de Cybermannen verslagen.